# Settore Tecnico
Il Settore Tecnico della Federazione Italiana Giuoco Calcio è l'organo dell'ente al quale spetta il compito di svolgere tutte le attività di formazione, al fine di migliorare il livello del gioco ad ogni livello. La sede e gli uffici si trovano all'interno del Centro tecnico federale Luigi Ridolfi di Coverciano, a Firenze. 

## Storia
Negli anni trenta dello scorso secolo, la Società Italiana Preparazione Tecnici (acronimo SIPT) organizzava i corsi per allenatori, a Firenze sotto la supervisione di Luigi Ridolfi. Nel 1946, il nuovo statuto federale indicò nella Commissione Tecnica Federale, con sede a Roma, l'organismo indicato per la preparazione e la formazione degli allenatori. Nel 1953 la Commissione Tecnica Federale fu trasferita da Roma a Firenze, anche in previsione della costruzione del nuovo Centro tecnico federale, e nel 1959 venne abolita per l'istituzione del Settore Tecnico, mantenendone la sede a Firenze.
Successivamente il Settore Tecnico ampliò o le proprie funzioni all'interno dell'organigramma federale, arrivando ad essere composto dalle sue cinque Sezioni attuali: Centro studi e ricerche; Sezione medica; Scuola allenatori; Sviluppo del calcio giovanile e scolastico; Laboratorio di metodologia.

## Sezioni
- Centro studi e ricerche: svolge attività di ricerca, formazione e specializzazione in tutti gli aspetti del giuoco del calcio e dei fenomeni sociali, culturali, scientifici ed economici ad esso connessi (ai sensi dell'14 dello statuto della FIGC);[2]
- Laboratorio di metodologia: nasce con l’intento di fornire servizi di ricerca e consulenza per l’ottimizzazione della performance calcistica. Questo attraverso l’implementazione di metodi per l’analisi oggettiva delle componenti della prestazione;[3]
- Scuola allenatori: provvede all'impostazione della didattica, all'organizzazione e alla gestione dei corsi per la formazione dei tecnici di ogni ordine e grado, oltre alla realizzazione di sussidi didattici e della documentazione specialistica relativa, avvalendosi di un proprio corpo docente e di qualificati consulenti esterni. Promuove la continuità dell'azione formativa attraverso iniziative di aggiornamento e di perfezionamento professionale;[4]
- Sezione medica: assolve i compiti di carattere sanitario, ed opera in base ad un apposito Regolamento predisposto dal Consiglio Direttivo ed approvato dal Consiglio Federale. A questa sezione afferiscono quattro aree di attività che sono la tutela sanitaria, l'attività didattica, l'assistenza medica e l'attività scientifica;[5]
- Sviluppo del calcio giovanile e scolastico: definisce gli indirizzi educativi, formativi e tecnici riguardanti l'attività giovanile in ogni ambito federale. Formula criteri sui programmi, e sulle metodologie didattiche e di allenamento del calcio giovanile e scolastico e indica gli spazi e le attrezzature per svolgere in sicurezza ogni tipo di attività. Cura il controllo ed il coordinamento tecnico delle Scuole di Calcio, delle quali stabilisce i requisiti per il riconoscimento federale.[6]

## Organigramma
Al 2022 l'organigramma del Settore Tecnico è il seguente:
- Presidente: Demetrio Albertini;
- Vicepresidenti: Giuliano Ragonesi, Gianluca Zambrotta, Paolo Bosi;
- Consiglio direttivo: Umberto Marino, Mauro Balata, Mauro Milanese, Paolo Mangini, Giuseppe Marotta, Duccio Baglioni, Enrico Castellacci, Vito Tisci, Roberto Mancini, Francesco Perondi;
- Segretario: Paolo Piani.

## Eventi organizzati
Tra gli eventi organizzati dal Settore Tecnico vi è l'assegnazione annuale del premio Panchina d'oro.